# Ewersbach
Ewersbach (ursprünglich Ebersbach; mundartlich Ewerschboch) ist ein Dorf und als solches ein Ortsteil der Gemeinde Dietzhölztal im mittelhessischen Lahn-Dill-Kreis. Der an der für die Gemeinde namensgebenden Dietzhölze gelegene Ort wurde erstmals 1302 als Ebirspach urkundlich erwähnt. Der heutige Ort Ewersbach besteht aus den drei ehemals selbständigen Orten und Gemarkungen Bergebersbach, Straßebersbach sowie Neuhütte.

## Geographie
Der Ort liegt an der Dietzhölze bei etwa 350 m.ü. NN, die höchsten Erhebungen in der Gemarkung sind: Eibertshain (560 m), Oarnstroch (535 m), Gispel (528 m), Speckmann (526 m) und Herzogsruh (510 m).
Geographisch grenzt der Ort (im Uhrzeigersinn) an Fischelbach, Mandeln, Steinbrücken, Eibelshausen, Wissenbach, Weidelbach und Rittershausen.

## Geschichte

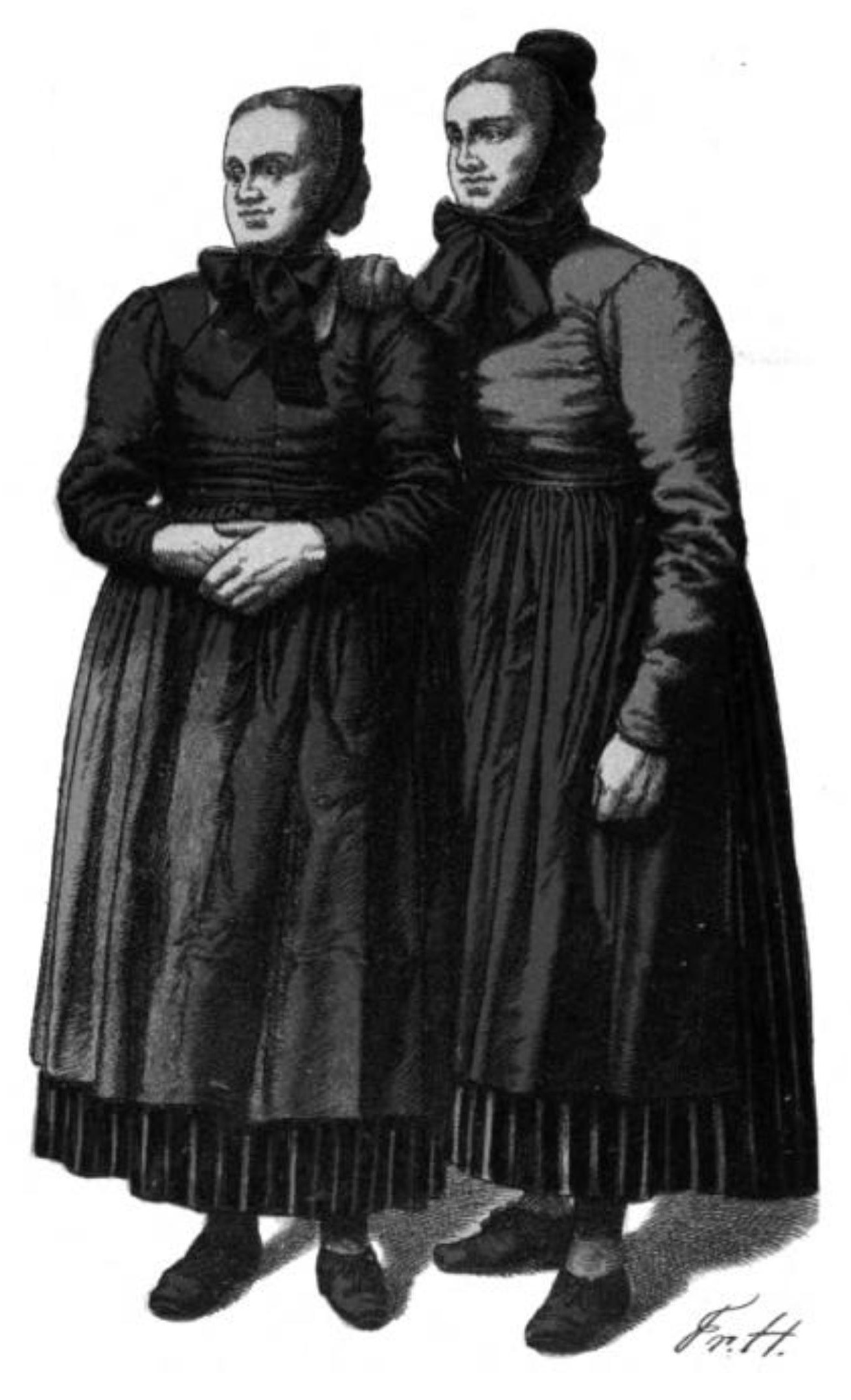
Bäuerinnen aus dem oberen Dietzhölztal (Strassebersbach) in ihren Trachten;
nach Friedrich Hottenroth, in: Nassauisches Trachtenbuch, 1905

### Frühgeschichte
Die abgegangene Wallburg in der Gemarkung der Nachbargemeinde Rittershausen beweist, dass das Gebiet um Ewersbach bereits in der Latènezeit um etwa 450 bis 250 v. Chr. besiedelt gewesen ist. Um 1912 initiierte der Pfarrer Karl Nebe aus Bergebersbach Ausgrabungen des Ringwalls Rittershausen. Dabei half Gustav Jung, der finanzstarke Besitzer der Neuhütte. Unter der Leitung vom Museum Wiesbaden fand man viele Keramikerzeugnisse, Werkzeuge und Schmuckstücke.

### Wüstungen
Im Bereich der Gemeinde Ewersbach lagen folgende bekannte Wüstungen: Auf dem Hof (heute Gabelung des Weges zum Tennisplatz und der Straße nach Weidelbach); Grube Thomas (Bergwerksiedlung); das Malerhaus; Odolphausen (etwa in der Höhe des Industriegebiets „In der Heg“); Fackenroth (in der Nähe der Quelle des Nonnbachs, auf Straßebersbacher Gebiet).

### Mittelalter und Neuzeit
Es ist als wahrscheinlich anzusehen, dass Frankenkönig Konrad I. als Verwalter des Haigergaus zu Beginn des 10. Jahrhunderts gemeinsam mit der Kirche das Waldgebiet um die Dietzhölze systematisch besiedeln ließ.
Die erste schriftliche Erwähnung erfolgte in einer Urkunde vom 27. Juni 1303, in der vom „Jagdrecht in der Gerichtsbarkeit Hebirsbach“ die Rede war.
Der hier geborene, spätere Pfarrer und Heimatforscher Christian Daniel Vogel schrieb zum Ursprung des Ortsnamens, dass sich dieser von einem Bach herleitet, der hier in die Dietzhölze fließt und an die vielen wilden Schweine erinnert, welche sich hier in den Wäldern aufhalten.
Die Schreibweise des Ortsnamens hat bereits sehr viele Variationen erfahren. Aus dem ursprünglichen Hebirsbach wurde Ewersbach, Eberßbach, Ebirschbach, Ebirspach, Eversbach, Ebersbach und schließlich wieder Ewersbach.
Der ursprüngliche Siedlungsmittelpunkt war „Ebersbach an der Straße“. Diese Siedlung fand noch im 16. Jahrhundert in Reisehandbüchern Erwähnung, und zwar als Etappenziel der wichtigen West-Ost-Verbindung von Köln nach Leipzig. Hier war auch der Sitz des 1303 erwähnten Gerichts, welches aus einem Zentgrafen bzw. Schultheiß und 12 Schöffen bestand, die aus den zehn Gemeinden der Gerichtsbarkeit gewählt wurden. Gerichts- und Richtstätte war „Auf dem Stein“, in der Gemarkung des heutigen Steinbrücken.
Die Herren von Bicken, das hier herrschende Adelsgeschlecht, ließen schon vor dem 12. Jahrhundert eine markante Kirche „auf dem Berg“ errichten. Bei dieser Kirche errichteten sie auch eine „Burg“, eine befestigte Hofanlage. Zu Beginn des 15. Jahrhunderts vollzog sich um die Kirche herum eine neue Dorfsiedlung: „Ebersbach auf dem Berg“.
Ab 1448 entwickelte sich in kleinen Schritten eine weitere Dorfsiedlung: Um die bestehenden Schmieden herum errichteten Waldschmiede ihre neuen Wohnhäuser – das Dorf Neuhütte entstand.
Der Dreißigjährige Krieg ging auch an den Ebersbacher Dörfern nicht spurlos vorbei. Besonders schlimm waren die Jahre 1624 mit dem Einfall der Räuberhorden des ligistischen Generals Graf Anholt, 1634 mit den Mordbrennereien des kaiserlichen Oberst Pago und seines Regiments Tilly und Eberstein, sowie 1646 mit der Plünderung seitens des schwedischen Generals Wrangel. Dazu kamen die verhängnisvollen Pestjahre 1627, 1634 und 1635 und die Hungerjahre 1629 und 1636. Mitte des 17. Jahrhunderts herrschte im Dietzhölztal große Armut. Bergebersbach hatte es doppelt schlimm erwischt: Im Jahr 1670 fiel ein Großteil des Dorfes einem Großbrand zum Opfer.
1698 wütete in Bergebersbach erneut ein großes Brandunglück, und bereits 1769 folgte das nächste, dem erneut ein Menschenleben zum Opfer fiel, dazu 60 Gebäude.
Der Siebenjährige Krieg von 1756 bis 1763 ging an den Dörfern Ebersbachs relativ glimpflich vorüber. Schlimmer traf es die Dörfer des Kirchspiels nach dem Ausbruch der Französischen Revolution. Der damalige Pfarrer Henrich Christian Dapping schrieb ins Kirchenbuch: „Viele franz. Einquartierung im Amt Ebersbach gehabt, durch kostspielige Zehrung derselben alle Gemeinden in tiefe Schulden geraten.“
Ab 1725 wurde das benachbarte Amt Tringenstein durch das Amt Ebersbach mitverwaltet. Nach Ende der französischen Herrschaft und des Wiener Kongresses wurde das Amt Ebersbach 1816 aufgehoben und Dillenburg zugeteilt. 1818 fand der Zusammenschluss von Straßebersbach und Neuhütte statt. Am 25. April 1893 entstand in Straßebersbach durch Unvorsichtigkeit ein Großbrand, dem im Bereich der Hauptstraße und Umgebung 65 Gebäude, davon 26 Wohnhäuser, zum Opfer fielen. Die Spendenbereitschaft als Wiederaufbauhilfe in den Dörfern der Umgebung war sehr groß.
Dieser Großbrand und die große Sommerhitze desselben Jahres führten dazu, dass die Wasserversorgung neu überdacht wurde. Bereits im folgenden Jahr erfolgte in Bergebersbach eine Versorgung des öffentlichen Brunnens am Backhaus und des Pfarrhauses mit Tonrohren, die zu den Quellen des Hochbehälters „Krämersheck“ führten. Wenige Jahre später wurde die zentrale Wasserversorgung eingerichtet. Seit 1902 bestand diese bereits auch in Straßebersbach.
Elektrisches Licht als Straßenbeleuchtung gab es in Straßebersbach bereits ab 1897. Dies scheint die Ebersbacher so positiv gestimmt zu haben, dass auch Geschäfte und Privatleute nur wenige Jahre später an das „Lichtnetz“ angeschlossen werden wollten, was ab Ende 1905/1906 auch realisiert wurde.

### Erster Weltkrieg bis zur Gegenwart
Zu Beginn des Ersten Weltkrieges (1914–1918) herrschte in Ebersbach keine große Kriegsbegeisterung, was sich mit den ersten Siegen in Ost und West änderte. Während des Krieges wurden immer wieder Kinder aus anderen Städten in Ebersbach untergebracht, da dort die Versorgungslage nicht ganz so katastrophal schien. Gegen Ende des Ersten Weltkrieges jedoch wurde die Versorgungslage immer schwieriger. Aufgrund des Arbeitskräftemangels wurden sogenannte Schülerkolonnen eingesetzt, die den Bauern bei der Ernte helfen mussten. Trotz Rationierung der Lebensmittel und Mangelwirtschaft blieb die Lage ruhig. Insgesamt fielen im Ersten Weltkrieg aus Bergebersbach 14 junge Männer, ein weiterer wurde vermisst, aus Straßebersbach waren es gar 42 Gefallene, drei blieben vermisst.
In der darauf folgenden Zeit litten die Bewohner unter der anhaltenden Inflation, die ihren Höhepunkt 1923 hatte. Durch die Einführung der Rentenmark wurden sämtliche Ersparnisse praktisch wertlos, lediglich Grundbesitz und Immobilien behielten ihren Wert.
Um die zu dieser Zeit extrem hohe Arbeitslosigkeit etwas zu mindern, wurden auf staatliche Anordnung hin so genannte Notstandsarbeiten von Männern, die keine Arbeit hatten, durchgeführt. So wurden z. B. zwischen 1924 und 1926 die Hauptstraße vom Unterdorf bis zur Neuhütte kanalisiert, zur Hochwasservorsorge der Ebersbach teilweise reguliert, Bürgersteige an der Hauptstraße angelegt und weitere Hochbehälter gebaut.
Das größte Werk dieser Zeit ist allerdings die Anlage des Stauweihers. Hüttendirektor Jung war daran gelegen, dass „alle seine Arbeitslosen“ Beschäftigung hatten. Zu dieser Zeit hatte die Neuhütte fast 500 Arbeitnehmer, die Produktion stand aber so gut wie still. Durch die Anlage des Stauweihers erhielten 30 Erwerbslose für 466 Tage Arbeit und Verdienst. Das so entstandene Staubecken hat eine Größe von 22.000 m², zwei Turbinen mit 200 PS erzeugten ausreichend Strom und machten die Neuhütte und Straßebersbach fast unabhängig von der Stromversorgung durch die Überlandzentrale. Darüber hinaus wurde der Weiher damals schon – wie heute ausschließlich – als Badeweiher genutzt, welcher „für alle Zeit frei und unentgeltlich“ zur Verfügung stehen sollte. Seit 1987 ist der Weiher in Gemeindebesitz.
1923 und 1927 wurden unterhalb der heutigen Volksbank durch zwei Brände insgesamt sieben Wohnhäuser und weitere dazugehörige Wirtschaftsgebäude vernichtet.
Ab Ende des 19. Jahrhunderts gab es immer mehr Gemeinsamkeiten zwischen den eigenständigen Dörfern Bergebersbach und Straßebersbach: die Wasserversorgung, Stromversorgung, die gemeinsame Schwesternstation, Schulwesen, Vereinswesen und Notzeiten, wie die Großbrände in den Dörfern. Trotz aller Skepsis und allem Lokalpatriotismus entschied man sich 1936, die neue, gemeinsame Gemeinde Ewersbach aus der Taufe zu heben. Straßebersbach hatte zu dieser Zeit etwa 1.460 Einwohner, Bergebersbach etwa 450. Dies wurde auf staatliche Anordnung zum 1. April 1937 realisiert.
Die Zeit des Nationalsozialismus brachte für die Gemeinde kein positives Resultat. Zwar brachte die neue Regierung ab 1933 manchen wirtschaftlichen Aufschwung, insgesamt blieb es aber wie überall: Not und Elend herrschten 1945 in ganz vielen Ewersbacher Familien. Nach der Landung der Alliierten im Sommer 1944 rückte ab Anfang 1945 das Kriegsgeschehen immer näher. Im Winter wurde eine Lokomotive bei Steinbrücken beschossen, Niederscheld wurde im Februar 1945, Wallau nach Oktober 1944 im März 1945 erneut bombardiert. Am 15. März 1945 wurde ein amerikanischer Bomber bei Steinbrücken/Roth abgeschossen, fünf Amerikaner starben dabei. Am 29. März, Gründonnerstag, erreichten amerikanische Soldaten Ewersbach, Not und Elend hatten ein Ende. Allerdings starben insgesamt 151 junge Männer, 49 weitere galten als vermisst.
Da man sehr stark vermutet, dass Ebersbach bereits im 10. Jahrhundert bestanden haben muss, feierte Ewersbach im Juli 1956 das „Heimatfest des mehr als 1000-jährigen Ewersbach“.
Der letzte politische Neuzusammenschluss erfolgte im Zuge der Gebietsreform in Hessen. Zum 1. Februar 1971 fusionierten die bis dahin selbständigen Gemeinden Ewersbach und Steinbrücken (welches sich 1823 von Straßebersbach verselbständigt hatte) auf freiwilliger Basis zur neuen Gemeinde Dietzhölztal.
Sitz der Gemeindeverwaltung wurde Ewersbach. Ortsbezirke nach der Hessischen Gemeindeordnung wurden nicht errichtet.

### Verwaltungsgeschichte im Überblick
Die folgende Liste zeigt die Staaten bzw. Herrschaftsgebiete und deren untergeordnete Verwaltungseinheiten, in denen die beiden Orte Bergebersbach und Strassebersbach lagen:
- vor 1739: Heiliges Römisches Reich, Grafschaft/Fürstentum Nassau-Dillenburg, Amt Ebersbach[8]
- ab 1739: Heiliges Römisches Reich, Fürstentum Nassau-Diez, Amt Ebersbach
- 1806–1813: Großherzogtum Berg, Département Sieg, Arrondissement Dillenburg, Kanton Dillenburg
- 1813–1815: Fürstentum Nassau-Oranien, Amt Ebersbach
- ab 1816: Herzogtum Nassau, Amt Dillenburg
- ab 1849: Herzogtum Nassau, Kreisamt Herborn
- ab 1854: Herzogtum Nassau, Amt Dillenburg
- ab 1867: Norddeutscher Bund, Königreich Preußen, Provinz Hessen-Nassau, Regierungsbezirk Wiesbaden, Dillkreis
- ab 1871: Deutsches Reich, Königreich Preußen, Provinz Hessen-Nassau, Regierungsbezirk Wiesbaden, Dillkreis
- ab 1918: Deutsches Reich, Freistaat Preußen, Provinz Hessen-Nassau, Regierungsbezirk Wiesbaden, Dillkreis
- ab 1932: Deutsches Reich, Freistaat Preußen, Provinz Hessen-Nassau, Regierungsbezirk Wiesbaden, Landkreis Dillenburg
- ab 1933: Deutsches Reich, Freistaat Preußen, Provinz Hessen-Nassau, Regierungsbezirk Wiesbaden, Dillkreis
- ab 1944: Deutsches Reich, Freistaat Preußen, Provinz Nassau, Dillkreis
- ab 1945: Deutsches Reich, Amerikanische Besatzungszone, Groß-Hessen, Regierungsbezirk Wiesbaden, Dillkreis
- ab 1946: Deutsches Reich, Amerikanische Besatzungszone, Hessen, Regierungsbezirk Wiesbaden, Dillkreis
- ab 1949: Bundesrepublik Deutschland, Hessen, Regierungsbezirk Wiesbaden, Dillkreis
- ab 1968: Bundesrepublik Deutschland, Hessen, Regierungsbezirk Darmstadt, Dillkreis
- ab 1971: Bundesrepublik Deutschland, Hessen, Regierungsbezirk Darmstadt, Oberlahnkreis, Gemeinde Dietzhölztal
- ab 1977: Bundesrepublik Deutschland, Hessen, Regierungsbezirk Darmstadt, Lahn-Dill-Kreis, Gemeinde Dietzhölztal
- ab 1981: Bundesrepublik Deutschland, Hessen, Regierungsbezirk Gießen, Lahn-Dill-Kreis, Gemeinde Dietzhölztal

### Bevölkerung
Einwohnerstruktur 2011
Nach den Erhebungen des Zensus 2011 lebten am Stichtag, dem 9. Mai 2011, in Ewersbach 2991 Einwohner. Darunter waren 162 (4,1 %) Ausländer.
Nach dem Lebensalter waren 540 Einwohner unter 18 Jahren, 1260 zwischen 18 und 49, 534 zwischen 50 und 64 und 654 Einwohner waren älter.
Die Einwohner lebten in 1239 Haushalten. Davon waren 369 Singlehaushalte, 294 Paare ohne Kinder und 429 Paare mit Kindern, sowie 132 Alleinerziehende und zwölf Wohngemeinschaften. In 258 Haushalten lebten ausschließlich Senioren und in 810 Haushaltungen lebten keine Senioren.
Einwohnerentwicklung
| Bergebersbach: Einwohnerzahlen von 1834 bis 1925 | Bergebersbach: Einwohnerzahlen von 1834 bis 1925 | Bergebersbach: Einwohnerzahlen von 1834 bis 1925 | Bergebersbach: Einwohnerzahlen von 1834 bis 1925 | Bergebersbach: Einwohnerzahlen von 1834 bis 1925 |
| --- | ------------------------------------------------ | ------------------------------------------------ | ------------------------------------------------ | ------------------------------------------------ |
| Jahr |                                                  |                                                  |                                                  | Einwohner                                        |
| 1834 | 1834                                             |                                                  | 334                                              | 334                                              |
| 1840 | 1840                                             |                                                  | 302                                              | 302                                              |
| 1846 | 1846                                             |                                                  | 319                                              | 319                                              |
| 1852 | 1852                                             |                                                  | 323                                              | 323                                              |
| 1858 | 1858                                             |                                                  | 334                                              | 334                                              |
| 1864 | 1864                                             |                                                  | 328                                              | 328                                              |
| 1871 | 1871                                             |                                                  | 281                                              | 281                                              |
| 1875 | 1875                                             |                                                  | 328                                              | 328                                              |
| 1885 | 1885                                             |                                                  | 324                                              | 324                                              |
| 1895 | 1895                                             |                                                  | 409                                              | 409                                              |
| 1905 | 1905                                             |                                                  | 389                                              | 389                                              |
| 1910 | 1910                                             |                                                  | 403                                              | 403                                              |
| 1925 | 1925                                             |                                                  | 431                                              | 431                                              |
| Datenquelle: Historisches Gemeindeverzeichnis für Hessen: Die Bevölkerung der Gemeinden 1834 bis 1967. Wiesbaden: Hessisches Statistisches Landesamt, 1968. |                                                  |                                                  |                                                  |                                                  |

| Strassebersbach: Einwohnerzahlen von 1834 bis 1925 | Strassebersbach: Einwohnerzahlen von 1834 bis 1925 | Strassebersbach: Einwohnerzahlen von 1834 bis 1925 | Strassebersbach: Einwohnerzahlen von 1834 bis 1925 | Strassebersbach: Einwohnerzahlen von 1834 bis 1925 |
| --- | -------------------------------------------------- | -------------------------------------------------- | -------------------------------------------------- | -------------------------------------------------- |
| Jahr |                                                    |                                                    |                                                    | Einwohner                                          |
| 1834 | 1834                                               |                                                    | 659                                                | 659                                                |
| 1840 | 1840                                               |                                                    | 707                                                | 707                                                |
| 1846 | 1846                                               |                                                    | 718                                                | 718                                                |
| 1852 | 1852                                               |                                                    | 752                                                | 752                                                |
| 1858 | 1858                                               |                                                    | 740                                                | 740                                                |
| 1864 | 1864                                               |                                                    | 753                                                | 753                                                |
| 1871 | 1871                                               |                                                    | 618                                                | 618                                                |
| 1875 | 1875                                               |                                                    | 727                                                | 727                                                |
| 1885 | 1885                                               |                                                    | 793                                                | 793                                                |
| 1895 | 1895                                               |                                                    | 992                                                | 992                                                |
| 1905 | 1905                                               |                                                    | 1.135                                              | 1.135                                              |
| 1910 | 1910                                               |                                                    | 1.245                                              | 1.245                                              |
| 1925 | 1925                                               |                                                    | 1.358                                              | 1.358                                              |
| Datenquelle: Historisches Gemeindeverzeichnis für Hessen: Die Bevölkerung der Gemeinden 1834 bis 1967. Wiesbaden: Hessisches Statistisches Landesamt, 1968. |                                                    |                                                    |                                                    |                                                    |

| Ewersbach: Einwohnerzahlen von 1834 bis 2020 | Ewersbach: Einwohnerzahlen von 1834 bis 2020 | Ewersbach: Einwohnerzahlen von 1834 bis 2020 | Ewersbach: Einwohnerzahlen von 1834 bis 2020 | Ewersbach: Einwohnerzahlen von 1834 bis 2020 |
| --- | -------------------------------------------- | -------------------------------------------- | -------------------------------------------- | -------------------------------------------- |
| Jahr |                                              |                                              |                                              | Einwohner                                    |
| 1834 | 1834                                         |                                              | 993                                          | 993                                          |
| 1840 | 1840                                         |                                              | 1.009                                        | 1.009                                        |
| 1846 | 1846                                         |                                              | 1.037                                        | 1.037                                        |
| 1852 | 1852                                         |                                              | 1.075                                        | 1.075                                        |
| 1858 | 1858                                         |                                              | 1.074                                        | 1.074                                        |
| 1864 | 1864                                         |                                              | 1.081                                        | 1.081                                        |
| 1871 | 1871                                         |                                              | 898                                          | 898                                          |
| 1875 | 1875                                         |                                              | 1.055                                        | 1.055                                        |
| 1885 | 1885                                         |                                              | 1.117                                        | 1.117                                        |
| 1895 | 1895                                         |                                              | 1.401                                        | 1.401                                        |
| 1905 | 1905                                         |                                              | 1.524                                        | 1.524                                        |
| 1910 | 1910                                         |                                              | 1.648                                        | 1.648                                        |
| 1925 | 1925                                         |                                              | 1.789                                        | 1.789                                        |
| 1939 | 1939                                         |                                              | 2.113                                        | 2.113                                        |
| 1946 | 1946                                         |                                              | 2.661                                        | 2.661                                        |
| 1950 | 1950                                         |                                              | 2.837                                        | 2.837                                        |
| 1956 | 1956                                         |                                              | 2.845                                        | 2.845                                        |
| 1961 | 1961                                         |                                              | 2.911                                        | 2.911                                        |
| 1967 | 1967                                         |                                              | 3.013                                        | 3.013                                        |
| 1970 | 1970                                         |                                              | 3.040                                        | 3.040                                        |
| 1980 | 1980                                         |                                              | ?                                            | ?                                            |
| 1990 | 1990                                         |                                              | ?                                            | ?                                            |
| 1999 | 1999                                         |                                              | 3.212                                        | 3.212                                        |
| 2011 | 2011                                         |                                              | 2.991                                        | 2.991                                        |
| 2013 | 2013                                         |                                              | 2.913                                        | 2.913                                        |
| 2016 | 2016                                         |                                              | 2.816                                        | 2.816                                        |
| 2020 | 2020                                         |                                              | 2.821                                        | 2.821                                        |
| Datenquelle: Historisches Gemeindeverzeichnis für Hessen: Die Bevölkerung der Gemeinden 1834 bis 1967. Wiesbaden: Hessisches Statistisches Landesamt, 1968. Weitere Quellen: LAGIS; nach 1970: Gemeinde Dietzhölztal; Zensus 2011 |                                              |                                              |                                              |                                              |

## Religion
Unter Graf Wilhelm dem Reichen von Nassau-Dillenburg (1487–1559) wurde um 1540 in Ewersbach das reformierte Bekenntnis eingeführt. Der letzte Pfarrer aus katholischer Zeit, Oswald Bicken, wurde als Interimspfarrer übernommen und sollte für die Einführung der neuen Glaubensrichtung sorgen, was ihm aber nur schwerlich gelang.
Damals gehörten zum Kirchspiel Bergebersbach folgende Orte: Bergebersbach, Straßebersbach, Neuhütte, Rittershausen, Mandeln, Steinbrücken, Eibelshausen, Weidelbach, Offdilln und ein Teil von Oberroßbach. Im Jahre 1818 wurde Oberroßbach mit Weidelbach und Offdilln selbständig, 1894 trennte sich auch Eibelshausen als eigenständig ab.
Einer der bekanntesten Pfarrer, die in Bergebersbach tätig waren, war Pfarrer Karl Nebe (1868–1918), der neben seinem großartigen theologischen Wirken auch als Heimatforscher und Autor heimatgeschichtlicher Literatur Bekanntheit erlangte.
Eine weitere Abtrennung innerhalb der Evangelischen Kirche Bergebersbachs reicht in das Jahr 1894 zurück. Damals gründeten einige Männer aus Straß- und Bergebersbach und aus den Nachbargemeinden den „Verein brüderlicher Gemeinschaft“, aus der sich in den Folgejahren die Freie evangelische Gemeinde in Ewersbach entwickelte. Anfang 1946 kaufte die Freie evangelische Gemeinde von der damaligen Firma Buderus das ehemalige Reichsarbeitsdienst-Lager auf dem Kronberg. In den ersten Jahren haben dort viele Heimatvertriebene eine vorübergehende neue Heimat gefunden. Eigentlicher Zweck des Umbaus war aber die Errichtung eines Alten- und Pflegeheims, welches 1966 und zu Beginn des neuen Jahrtausends modernisiert wurde. Ebenfalls 1946 verlegte die Leitung des Bundes Freier evangelischer Gemeinden die Predigerschule von Wuppertal-Vohwinkel nach Ewersbach; seit 2011 ist diese Predigerschule als Theologische Hochschule Ewersbach staatlich anerkannt.
Eine weitere Kirchengemeinde in Ewersbach ist die katholische Gemeinde. Bis zum Ende des Zweiten Weltkrieges war die Zahl der Katholiken eher gering, mit dem Zuzug der Heimatvertriebenen nahm die Zahl jedoch stark zu. Bis in die 1990er Jahre bildete Ewersbach zusammen mit Eibelshausen eine Pfarrgemeinde, heute ist man wieder Teil der großen Kirchengemeinde Dillenburg.
Die Anhänger muslimischen Glaubens besuchen die Moscheen in Dillenburg, Haiger oder Breidenbach.
Konfessionsstatistik
| • 1961: | 2387 evangelische (= 82,00 %), 493 katholische (= 16,94 %) Einwohner                          |
| • 1999: | 1984 evangelische (= 59,07 %), 466 katholisch (= 13,87 %), 909 (= 27,06 %) sonstige Einwohner |

## Politik

### Wappen
| Wappen von Ewersbach | Blasonierung: „In Gold über blauem Bach ein schreitender silbernbewehrter schwarzer Eber.“ |
| Wappen von Ewersbach | Das redende Wappen ist am 30. Oktober 1953 amtlich verliehen worden. Es übernimmt den Schild des alten S(IGEL) DER SCHEFFEN VA(N) EWERSB(A)CH (Abdrücke 1525–1806). Die Gemeindesiegel seit 1816 enthalten kein Bild. Die Tingierung Gold und Blau erinnert an den Löwenschild von Nassau-Oranien, zu dessen Territorium der Ort gehörte. Aus dem alten Ort Ebersbach hatten sich seit dem 15. Jahrhundert Berg- und Straßebersbach zu zwei selbständigen Gemeinden entwickelt. Sie sind seit 1. April 1937 unter dem Namen Ewersbach miteinander vereinigt. Das Wappen wurde in den Jahren 1974 und 1981 vom Hessischen Minister des Inneren auch für die Großgemeinde Dietzhölztal genehmigt. |

### Flagge
Die Flagge wurde am 19. Mai 1954 durch das Hessische Innenministerium genehmigt.

## Kultur und Sehenswürdigkeiten

### Kirchen

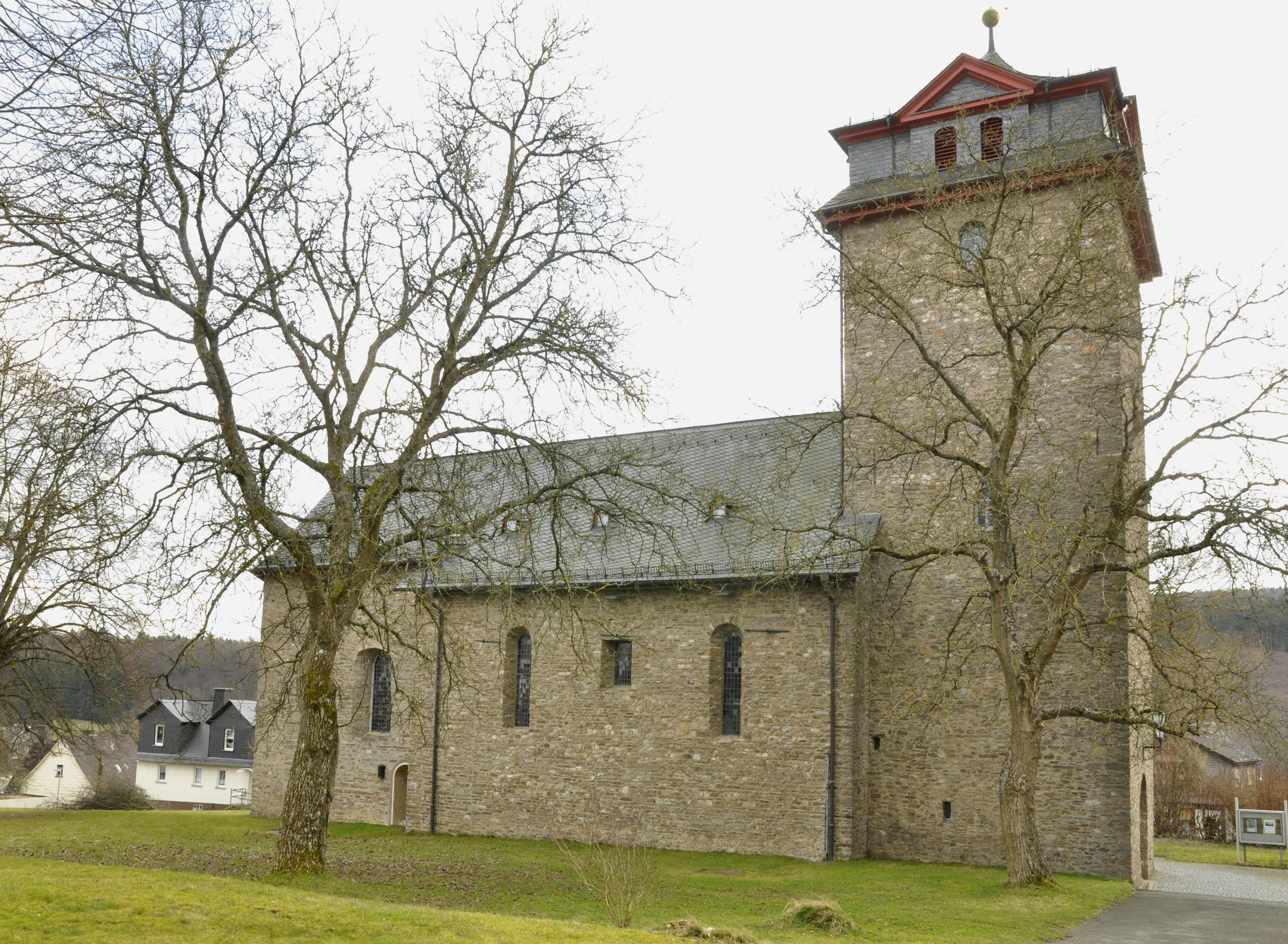
Evangelische Pfarrkirche von Norden aus gesehen

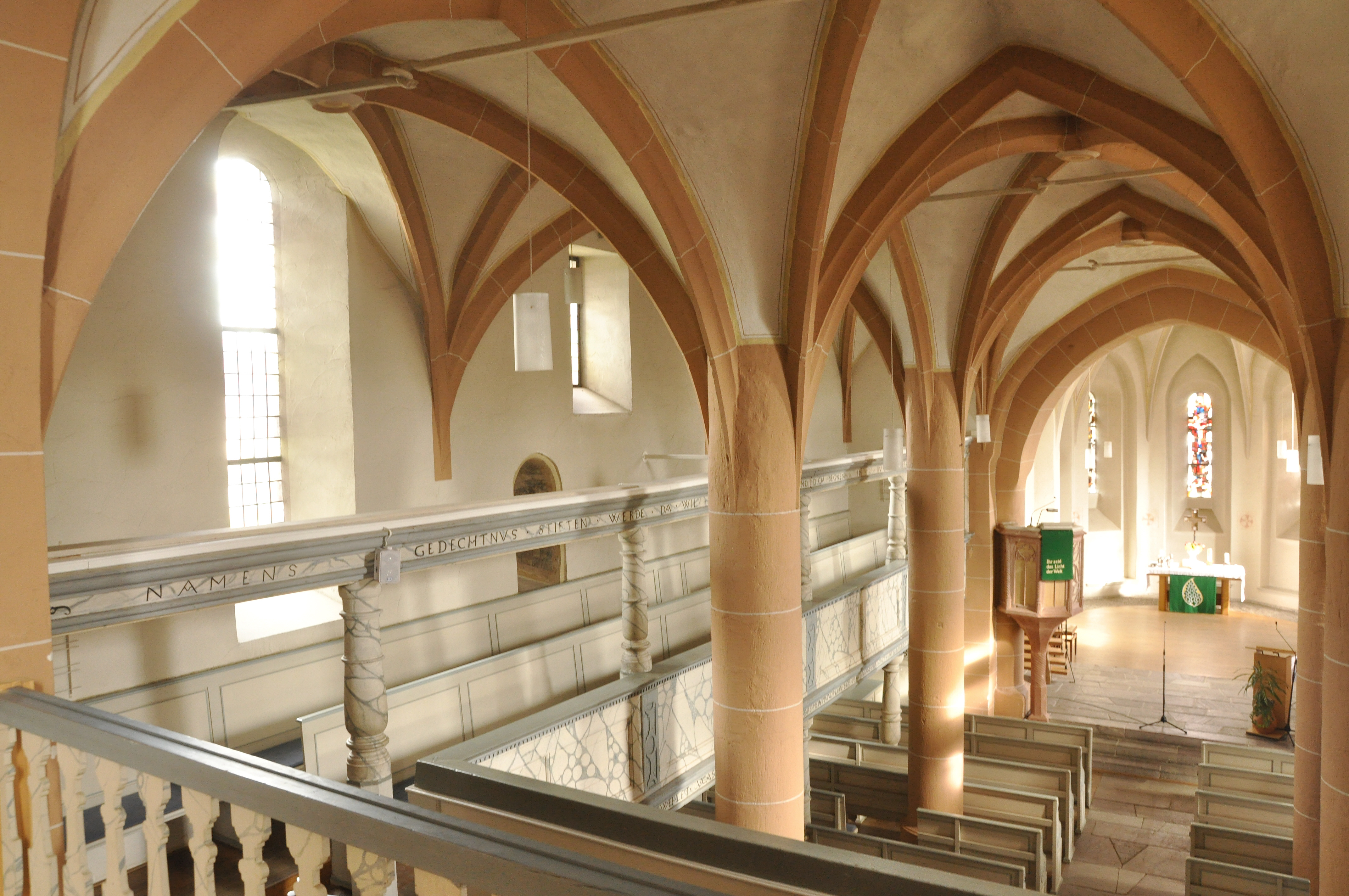
Innenansicht der Kirche

Mächtigstes Bauwerk von Ewersbach ist die Evangelische Pfarrkirche „auf dem Berg“, die Margarethenkirche. Vom ursprünglichen Bau aus dem frühen 13. Jahrhundert zeugen zwei freigelegte romanische Fenster im Inneren und gut erkennbares Fischgrätmauerwerk an der Nordseite. Ihr heutiges Erscheinungsbild erhielt die Evangelische Pfarrkirche im Wesentlichen im 15. Jahrhundert. Aus dieser Zeit stammt auch die Sandsteinkanzel, die ein wichtiges Zeugnis der Steinmetzkunst im alten Dillkreis darstellt. Das direkt nebenan stehende Pfarrhaus stammt aus 1789.
Die evangelische Johanneskapelle an der Hauptstraße war die frühere Kirche von Straßebersbach. Sie wurde im 13. Jahrhundert errichtet und im 15. Jahrhundert erheblich umgestaltet. Heute gehört die Johannes-Kapelle der politischen Gemeinde und wird für Veranstaltungen und Trauungen genutzt.
Die Frei evangelische Gemeinde hatte seit der Jahrhundertwende ihr Vereinshaus ebenfalls in der Hauptstraße. Es wurde mehrmals an- und umgebaut; trotzdem reichte der Raum für die umfangreiche Gemeindearbeit bald wieder nicht aus. So wurde das Vereinshaus 1979 abgerissen und in den folgenden beiden Jahren durch ein neues, modernes Gemeindezentrum ersetzt.
Den Katholiken stellte nach dem Zweiten Weltkrieg die evangelische Kirchengemeinde die zu dieser Zeit nicht genutzte ehemalige Straßebersbacher Kapelle als Raum für deren Gottesdienste zur Verfügung. Nachdem man 1957 von Dillenburg unabhängig geworden war, begann man 1958 mit dem Bau eines eigenen Kirchengebäudes, welches 1959 durch Weihbischof Walther Kampe der Bevölkerung übergeben werden konnte.

### Schulwesen
Bis zur Zeit der Reformation waren Schulen in dörflichem Lebensraum etwas Unbekanntes gewesen. Erst Johann VI. Graf von Nassau-Dillenburg, genannt der Ältere (1536–1606) richtete in seinem Herrschaftsgebiet Kirchspielschulen ein. So auch 1582 in Bergebersbach. Erster Lehrer war der Glöckner, der aber bald als unfähig entlassen werden musste.
1583 wurde die zweite Predigerstelle im Kirchspiel eingeführt, Aufgabe des Vikars war neben dem Hilfspredigen auch der Unterricht an der Schule. Allerdings war die Teilnahme am Unterricht besonders durch Kinder der weiter entfernten Orte sehr mangelhaft. Daher wurden bereits vor Ende des 16. Jahrhunderts Schul-Zweigstellen in Oberroßbach und Eibelshausen eingeführt. Ende des 17. Jahrhunderts hatte dann bald jedes Kirchspieldorf seine eigene Schule, der Unterricht wurde oftmals in den Kapellen durchgeführt. Dies geschah auch nur in den Wintermonaten von November bis März, da die Kinder in der übrigen Jahreszeit bei der häuslichen Arbeit, der Feldarbeit, mitzuhelfen hatten.
Erst nach der napoleonischen Zeit zu Beginn des 19. Jahrhunderts änderte sich das. Sowohl Berg- als auch Straßebersbach besaßen zu dieser Zeit ihr eigenes Schulgebäude, mit eigenem, staatlichem Lehrer.
Bergebersbach hatte im Backhaus einen Schulraum von knapp 33 m² für 60 Schüler. Nach weiter steigenden Schülerzahlen kaufte man 1873 eine Scheune und baute diese zu einer neuen Schule um. Diese war, bei Schülerzahlen von über 100 Kindern, aber auch bald zu klein.
In Straßebersbach waren die Verhältnisse nicht anders. Der Schulunterricht fand anfangs in einem Raum des  Hirtenhauses statt. Das Hirtenhaus stand 1846 zum Verkauf, die Gemeinde erwarb es und baute es zu einem Schulhaus um. 1906 enthielt das Haus drei Lehrsäle und Wohnungen für die zwei Lehrer. Zusätzlich wurde hier auch die Bürgermeisterei untergebracht. 1909 brannte allerdings dieses Gebäude ab. Zu dieser Zeit besuchten etwa 240 Kinder die Straßebersbacher Volksschule. Die folgenden Planungen für einen Neubau sahen erstmals ein Gebäude für beide Gemeinden in der Nähe des evangelischen Gemeindehauses vor, welches aber von beiden Gemeinden abgelehnt wurde. So entschied sich Straßebersbach für den Neubau einer Schule, welcher im September 1910 eingeweiht werden konnte.
Diese Schule sollte den Namen des in Straßebersbach wohnenden hochverdienten Kommerzienrates Gustav Jung erhalten. Als dieser ablehnte und auch der Name des Bergebersbacher Pfarrers Dr. Vömel nicht erfüllbar war, einigte man sich schnell auf einen gemeinsamen Ahnherrn beider Personen: Johann Heinrich Jung-Stilling.
Nach dem Zusammenschluss beider Gemeinden wurden die Schüler in vier Klassenräumen der Jung-Stilling-Schule und in zwei Klassenräumen der Berger Schule unterrichtet. 1956 und 1967 wurde die Jung-Stilling-Schule baulich nochmals erweitert, in die ehemalige Lehrerwohnung zog 1969 die Gemeindeverwaltung ein. 1987 wurde das komplette Schulgelände nochmals renoviert. Die ehemalige Bergebersbacher Schule wurde seit Anfang der 1960er Jahre nicht mehr genutzt und wurde 1981 verkauft.

### Vereinswesen
Eine Fußballspielgemeinschaft in Dietzhölztal ist die SG Dietzhölztal. Die Spielgemeinschaft feierte ihren größten Erfolg im Jahr 2000 mit dem Aufstieg in die Landesliga-Hessen. Bis 2004 spielte man insgesamt drei Jahre in dieser Spielklasse. Inzwischen ist die SG, die sich 1970 aus dem TSV Rittershausen und dem TV Ewersbach gründete, wieder in der Kreisliga A beheimatet. Zu der Jugendabteilung, der JSG, gehörten außerdem auch der FC Weidelbach und die TSG Mandeln.
Darüber hinaus gibt es eine Vielzahl an Vereinen, die sich zum Teil nicht mehr nur auf ein Dorf begrenzen lassen. Es gibt u. a. den Bienenzuchtverein, DRK-Bereitschaft, Freiwillige Feuerwehr, Gemischter Chor Eintracht, Gesangverein Heimatliebe, Groß- und Kleinpferdeverein, Heimat- und Verkehrsverein, die Handballspielgemeinschaft Eibelshausen/Ewersbach, Kronenhof Boarstream, Leichtathletikverein, Ski-Club, Schäferhundeverein und einen Tennisclub.

### Hauberg
In Ewersbach wird jährlich Hauberg gemacht. Die rechtliche Grundlage der Haubergsarbeit geht auf die „Haubergordnung für den Dillkreis und den Oberwesterwaldkreis vom 4. Juni 1887“ zurück. Darin heißt es: „Hauberge im Sinne dieses Gesetzes sind die Grundstücke in den Gemarkungen Dillbrecht, Fellerdilln, Ober- und Niederroßbach, Bergebersbach, Eibelshausen, Mandeln, Offdilln, Rittershausen, Steinbrücken, Straßebersbach, Weidelbach und Korb, welche gegenwärtig zu Haubergsverbänden gehören.“

### Automuseum
Am 23. Juli 2023 wurde in Ewersbach das private Nationale Automuseum – The Loh Collection eröffnet. Es zeigt in einem ehemaligen Industriegebäude über 150 Fahrzeuge der Sammlung des Unternehmers Friedhelm Loh.

## Wirtschaft und Infrastruktur

### Industrie
Weit über 500 Jahre haben Menschen aus Ewersbach und Umgebung „auf der Hütte“ Arbeit, Anstellung und Lohn gefunden. Ursprünglich als Waldschmiede erbaut und im Familienbesitz, ging diese wegen fehlender Erben um 1500 an den Landesherrn, den Grafen von Dillenburg, über. 1587 entstand hier der erste Hochofen weit und breit. Johann Jacob Jung, Mitglied der für das Dillenburgische Bergbau- und Hüttenwesen bedeutenden Siegerländer Familie, war seit Anfang des 19. Jahrhunderts Hütteninspektor und Pächter der Steinbrücker Hütten. Jung kaufte 1865 auch die Neuhütte vom Fiskus. 1883 wurde das Familienunternehmen J.J. Jung in eine Aktiengesellschaft mit dem Namen „Hessen-Nassauischer Hüttenverein“ umgewandelt, die ihren Sitz in Steinbrücken hatte. Hier spezialisierte man sich auf die Fertigung von Kesselöfen, später auch von gusseisernen Badewannen. 1933, nach der Weltwirtschaftskrise, stiegen die Buderus’schen Eisenwerke in das Unternehmen mit ein. Später gründete man hier als Tochtergesellschaft die Fa. Omnical. 1986 übernahm die Fa. Babcock die Firmengeschäfte von Buderus, der Name Omnical blieb. Seit Anfang 2015 stehen allerdings leider alle Maschinen still, lediglich der Kundendienst für Kessel- und Kraftwerksanlagen wurde von der Fa. Viessmann, übernommen und läuft unter dem Namen Omnical noch weiter.
Des Weiteren gibt es in Ewersbach neben vielen Kleinst- und Familienbetrieben, die sich zumeist im Gewerbegebiet östlich von Ewersbach angesiedelt haben, noch die Fa. Koch (Metallverarbeitung und Kochgeräte), die 1928 gegründet wurde.

### Straßenverkehr
Durch Ewersbach führt zum einen die Landesstraße 1571, die in Ewersbach in die Landesstraße L 3044 (Haiger–Bad Laasphe) übergeht. Die Bundesstraße 253 (Dillenburg–Frankenberg) ist etwa 5 km entfernt; die Autobahn 45 ist über die Anschlussstelle Dillenburg in südlicher Richtung etwa 16 km entfernt und in nördlicher Richtung über Wilnsdorf, in etwa 22 Kilometern Entfernung, erreichbar.

### Öffentlicher Verkehr
Ewersbach ist über drei Linien mit den umliegenden Städten verbunden. Die Linien 301 und 302 der Verkehrsgesellschaft Lahn-Dill-Weil verbinden Ewersbach mit Dillenburg, die Linie A381 der Verkehrsgesellschaft Westfalen-Süd verbindet Ewersbach mit Bad Laasphe.
Bis zum 31. Mai 1987 bestand die Bahnstrecke Dillenburg–Ewersbach, danach wurde die Bahnstrecke noch bis 2001 für den Güterverkehr genutzt. Die ursprünglichen Planungen der dann 16,2 km langen Strecke „Dietzhölztalbahn“ gehen bis ins Jahr 1869 zurück. Baubeginn war dann im Sommer 1890, der erste Zug fuhr dann am 29. April durch das Dietzhölztal. Es gibt Bestrebungen, die Bahnstrecke zu reaktivieren. Im Rahmen der Reaktivierung müsste die Bahnstrecke an die heutigen Erfordernisse angepasst und zu einer modernen Infrastruktur ausgebaut und erneuert werden. Das bedeutet, dass beispielsweise zusätzliche Haltestellen errichtet und Standorte bestehender Haltestellen entsprechend der Siedlungsentwicklung angepasst werden müssten. Hier inbegriffen wäre dann auch eine Brücke in Eibelshausen, die neu gebaut werden müsste.

## Töchter und Söhne der Gemeinde
- Johann Justus Sello (1690–1768), Königlicher Planteur im Berliner Tiergarten
- Christian Daniel Vogel (1789–1852), Historiker, Topograf und evangelischer Pfarrer
- Friedrich Christian Vogel (1800–1882), evangelischer Pfarrer, Schriftsteller, Dichter und Politiker
- Heinrich Schmidt (1900–1977), Politiker, Abgeordneter des Hessischen Landtags
- Cony Theis (* 1958), Künstlerin
- Heinz-Peter Haumann (* 1959), ehemaliger Oberbürgermeister von Gießen
- Ingrid Kretz (* 1959), Autorin